# أحمد الحبيب
أحمد الحبيب (بالإنجليزية: Ahmed Al-Habib)؛ مواليد 2 نوفمبر 1993 في الأحساء، السعودية، هو لاعب كرة قدم سعودي يلعب حالياً لنادي الباطن.

## مسيرة اللاعب
كانت بداياته مع نادي العدالة وانتقل إلى نادي نجران في عام 2013 ولعب معه لمدة موسمين، وبعدها وقع لنادي الرائد ولعب معهم موسمين، ثم وقع مع نادي الاتفاق و انتقل إلى نادي أبها في عام 2019.

## الإصابة
أصيب أحمد في ديمسبر 2019 وقد غاب عن الملاعب 6 أسابيع بسبب تمزق في عضلة الفخذ. كان قد أصيب في المبارة امام نادي التعاون ببطولة كأس خادم الحرمين الشريفين التي أنتهت بفوز نادي أبها بنتيجة 1-0. وانتقل إلى نادي العروبة مطلع عام 2024 وانتقل إلى نادي الباطن في صيف عام 2024.

### مسيرة اللاعب بالأرقام
| البطولة                           | الفريق       | مباريات | أهداف | بطاقة صفراء | بطاقة حمراء |
| --------------------------------- | ------------ | ------- | ----- | ----------- | ----------- |
| كأس الأمير فيصل بن فهد            | نادي نجران   | 5       | 1     | 0           | 0           |
| دوري المحترفين السعودي 2015–16    | نادي الرائد  | 15      | 1     | 3           | 0           |
| دوري المحترفين السعودي            | نادي الاتفاق | 36      | 5     | 0           | 0           |
| دوري المحترفين السعودي 2019–20    | نادي أبها    | 7       | 0     | 4           | 0           |
| كأس خادم الحرمين الشريفين 2019–20 | نادي أبها    | 1       | 0     | 1           | 0           |

## الحياة الشخصية
هو شقيق اللاعب حسن الحبيب.

## روابط خارجية
- الصفحة الرسمية للاعب
- أحمد الحبيب على موقع Soccerway.com (الإنجليزية)